# ワイルドアームズ アドヴァンスドサード
『ワイルドアームズ アドヴァンスドサード』（WILD ARMS Advanced 3rd）は、ソニー・コンピュータエンタテインメントが発売したPlayStation 2用ロールプレイングゲーム。

## 概要
ワイルドアームズシリーズの第3作で、PlayStation 2でのシリーズ初作品。
キャッチフレーズは「…それはきっと、いつか「想い出」になる物語…」。今作のテーマは「想い出」。
本作のイラストは『ワイルドアームズ花盗人』の作者である大峡和歌子が手掛けている。

## ストーリー
舞台は、海が全て砂漠と化し荒野が広がる「ファルガイア」。そんな世界でも「渡り鳥」と呼ばれる、危険と浪漫を求める冒険者たちがいた。
そして、新しく渡り鳥が誕生した。彼女の名はヴァージニア・マックスウェル。裕福な家庭に育つも、10年前に失踪した父を追うように、渡り鳥となる道を選んだのだった。
荒野は強き者のみが生き残れる世界、その現実に戸惑いながらも、理想と信念を貫くことを彼女は誓う。

## キャラクター
本作では登場人物のほぼ全員の名称を変更できるため、以下はすべてデフォルト名である。プロフィールはコンプリートガイドより。声はドラマCD版のキャスト。

### プレイヤーキャラクター
偶然同じ列車に乗り合わせ、襲ってきた強盗を成り行きで追い払ったことが縁で結成されたパーティー。結成を発案したヴァージニアをリーダーとする。
ヴァージニア・マックスウェル (Virginia Maxwell)
声 - 浅野真澄→小松未可子（『ワイルドアームズ ミリオンメモリーズ』）
【出身地：ブーツヒル / 性別：女 / 年齢：18歳 / 身長：163cm / 体重：49kg（ただし自己申告） / 武器=バントライン93R（右手用）、プリックリィピアEz（左手用） / 好きな小説ジャンル：ノワールとピカレスク / 座右の銘：牛乳はよく噛んで飲む / 基本的な生き方：つらい事や後悔を想い出に残さないために】
本作の主人公。裕福な家庭に育ちながら、故郷を亜人種ゴブに襲われた事件をきっかけに、渡り鳥の道を歩み始めた少女。父から銃の手ほどきを受けた2挺のARMの使い手で、攻撃力やHPはひ弱ながらも動きが非常に素早く、魔力も高い。フォースアビリティ「ミスティック」により、敵グループへのジェム攻撃、味方全体への回復もこなす。強い正義感を持ち、渡り鳥という職に大きな理想を抱くものの、弱肉強食の荒野の現実を目の当たりにしてそのギャップに苦しむ。
旅を続ける中で、魔族の野望や父の失踪の真相に迫っていく。最終的にはネガ・ファルガイアを撃破して一連の事態を収拾したが、教主ラミアム殺害の犯人と誤解され、仲間共々賞金首となってしまう。しかし、『想い出を未来に』という言葉を胸に、「少女悪党」として疑いを掛けられながらもハンフリースピークへ向けて前へ歩んで行く所で締めくくられる。この際かけられた懸賞金は221500ギャラであり、後の作品である「5」にはこれをネタとした仕掛けが存在する。
- ティンダークレスト　前方に炎の魔力がこもったカードを投射。
- ゲイルクレスト　前方へ一直線に駆け抜ける。1マスまで飛び越える。
- チェンジクレスト　ジェムに当てることで特定の効果が発動する。

ジェット・エンデューロ (Jet Enduro)
声 - 石田彰
【性別：男 / 年齢：不明 / 身長：166cm / 体重：55kg / 武器：アガートラームB/V2 / 好きな桃缶：白桃 / 座右の銘：シゴトで選ぶな、アガリで選べ / 基本的な生き方：満足できる報酬のため】
世界各地の財宝を捜し求める、トレジャーハントを専門とする渡り鳥の少年。彼が扱うARMは他のARMとは異なる形式を持ち、ジェットにしか使えない。顔立ちと口の悪さに幼さが見えるが、生きるために手段を選ばないシビアな面も持つ。そのため盗掘や強盗などの違法行為をも厭わない。加えて長い間一人で生きてきたため仲間との馴れ合いを好まず苦手とする一匹狼だが、若いながら自立して行動できているため、シェーンやアルフレッドなどからはある種の尊敬の目で見られている。ある男に荒野での生き方を教わりながら旅をしていた以前の記憶が無いものの、当人は特に関心をもっておらず、むしろ「過去」「想い出」は煩わしいものと考えている。武器のアガートラームはサブマシンガン型のARMで、魔法関係は弱いものの攻撃力、素早さ、HPがバランス良く高い。実は、彼のARMや記憶喪失は彼の出生に関係がある。
その正体は、かつての七人委員会において、緑に溢れていた頃のファルガイアを再現するためのひな形として作られた「アダム＝カドモン」、いわば人為的に生み出されたかつてのファルガイアそのものであり、その記憶を宿している。「ジェット・エンデューロ」という名前と今の姿は、委員会の一人であるエリオットが亡き息子・ジェットの名と姿を流用したため。魔族の末裔＝ファルガイアの人間ではないので、ARMを扱うことはできない。アガートラームは「アダム＝カドモン」としての力を発揮するためのデバイスをウェルナーが改造したもので、この世界のARMとは基本構造が同じだけの別物。その出自ゆえ、ナノマシンを使用した機械や預言者たちの身体を「書き換え（リライト）」することができる。事実を知ってしばらくはやや自暴自棄になっていたが、ギャロウズに喝破されて立ち直る。その後はクライヴが一時離脱し、自分たちが危機に陥った際「俺たちのチームは何人だ？」と発言、遅まきながら仲間に信頼を寄せるようになった。ネガ・ファルガイア撃破後は他の面々同様、一時「ヒアデス」の記憶の海に同化されたが、ヴァージニアが世界を修復した際に彼の中の記憶を使用したため、事件終結後のファルガイアには緑が戻り始めている。
- ブーメラン　前方にブーメランを投射。左スティックで軌道を動かせる。
- ディティクター　フロア内の宝箱やアイテムをサーチする。
- ラジカルスニーカー　左スティックを入れた方向へジャンプする。

クライヴ・ウィンスレット (Clive Winslet)
声 - 井上和彦
【出身地：ハンフリースピーク / 性別：男 / 年齢：30歳 / 身長：177cm / 体重：69kg / 武器：ガングニールHAG35 / 好きなひとり上手：クロスワード / 座右の銘：成功は結果であって、目的ではない / 基本的な生き方：夢は叶えるモノとして現実的に実践】
賞金首の犯罪者やモンスターを倒して報酬を得る、バウンティーハンターを稼業とする渡り鳥。パーティメンバーでは最年長。威力と命中率に特化したスナイパーライフル型のARM（「物干し竿」と俗称される）を扱い、行動は後手になりがちながら攻撃力は非常に高い。本職は学者であり、世界が荒廃した原因を調べていた。その知識と経験に裏打ちされた広い視点と冷静な判断力、高いプロ意識を持つ。しかし微妙に詰めの甘い一面があり、予測して然るべき部分を対策していなかったりする。既婚者で、妻のキャスリンと娘のケイトリンとがいる。妻の父親ベルリッツは考古学の師匠だったのだが、2人での遺跡探査中に起きた事故で亡くなっており、現在も責任を感じている。人間観察が得意技だが反面そのことになると饒舌かつ毒舌になりがちで、ミレディに対してそれを存分に発揮していた。
終盤、ファルガイア荒廃の真相を知り、復興のための術を求めて情報ライブラリィ「ヒアデス」を求めるようになる。そのため、ヒアデスを否定する3人との同行を拒み、一時パーティを離脱。ハンフリースピークへ戻っていたが、ケイトリンとの触れ合いで自分が本当に探していたものを見出し、ロンバルディアと共に仲間たちのもとへ駆け付けた。
- セットボム　爆弾をその場に設置する。足場や岩などを崩せる。
- マイトグローブ　重いブロックを持ち上げられる。
- アンカーフック　頭上にフックを打ち上げる。

ギャロウズ・キャラダイン (Gallows Caradine)
声 - 石川英郎
【出身地：バスカーコロニー / 性別：男 / 年齢：24歳 / 身長：192cm / 体重：100kg / 武器=コヨーテM17F俺式改 / 好きな金魚：およそ、すくわせる気のないデカイ奴 / 座右の銘：俺に惚れたら火傷じゃすまないぜ / 基本的な生き方：思ったら思い通りに。理由は後からついてくる】
渡り鳥であり、「守護獣（ガーディアン）」を信奉する「バスカー」の神官の血を引いている青年。パーティメンバーではクライヴに次いで最年長。ARMはショットガン。ギャロウズにとって武器としてよりアクセサリーとしての要素が強く、派手に見せるための改造や使い方で性能が悪くなっている（実はクライヴのARMに次いで攻撃補正が高いが、作中ではほとんど発揮されない）。陽気で大雑把な性格の一方、自らの出自を窮屈な束縛と感じ、そこから逃げて面白おかしく生きるために、集落を飛び出し渡り鳥となった。女性、特に美人に目がなく、女性からの依頼は簡単に聞いてしまうことも多々あるが、ナンパなどはしない。しかしそれがためにミレディにまんまと引っ掛けられてしまい、他の3人からは「思考が子供並み」「ダメな大人の典型」などと酷評される羽目になった。
筋肉質の肉体に高い身長、パーティー中最大のHPと、見た目は肉体派だが実は神官の家系ゆえにパーティー1の魔力を持つ魔法使い系である。イベントシーンでも、神官として弟シェーンと同等以上の能力を見せる場面が多々ある。フォースアビリティ「エクステンション」により敵味方グループへと、魔法の効果範囲を広げる能力も持つ。カレーが好き。
- フリーザードール　冷気光線を発射。物を凍らせ、炎を消せる。
- ステディドール　コントロールできる人形を飛ばす。
- クレイマードールズ　敵がいるフロアで使うと即座にエンカウントが発生する。また、積層型封術式の前で使うと隠しボスと戦闘できる。

### カスケード興産
ヴァージニアらが乗る列車を襲った渡り鳥チーム。
ジェイナス・カスケード (Janearth Cascade)
声 - 関俊彦
【性別：男 / 年齢：23歳 / 身長：183cm / 体重：75kg / 武器：スナイパーシャークXR、グラムザンバー / 好きなギャンブル：野球賭博 / 基本的な生き方：裏切り】
カスケード興産を率いる凄腕渡り鳥。扱いの難しい銃剣「バイアネット」を使う。利益のためならば、裏切りや殺人などあらゆる手段を厭わないことで悪名高い。主人公らと度々対立し、強者だけが生き残るという荒野の掟をヴァージニアに突きつける。最初は限りある人生を嫌い、人々の記憶に永遠に残ることを成し遂げようとしていたが主人公らに敗れ、瀕死の重傷を負ったところへ預言者たちの手によって植えつけられたグラムザンバーの魔細胞（ナノマシン）に体細胞を侵食され、半魔族となってしまう。その際永遠ともいえる命を得、以前の望みを捨てることになる。その後も預言者の手先として度々主人公らと戦うが、最後はジークフリード復活のための贄とされてしまう。
コンプリートガイドブックでの金子彰史の話によると、彼は後述する保護者兼パートナーだったキザイアが殺害され、報復に成功するもその心は癒されず「（一人にされたことで）裏切られた自分」を感じるようになり、その頃にカスケード興産を結成し新たな仲間を得るが今度はルチオが亡くなったことで再度離別を味わい、「裏切られて、苦痛を味わうくらいなら、自分が裏切る側にまわる」というゲーム中の彼が出来上がったという裏設定があるのだという。同誌によると、彼がヴァージニアの理想を否定するのは捨てた過去の自分と重なるからで、本当に欲したのは「裏切ることないパートナーと、裏切らない自分」だったらしい。
ロメロ・ジージョ (Romero Gigio)
【性別 / 年齢=男 / 31歳 / 身長：165cm / 体重：57kg / 武器:苦無 / 好きなプレイゾーン：（郊外型のデカイ）スーパーマーケット / 基本的な生き方：ツッコミ傾向強し（人のあげ足を取るだけ）】
カスケード興産の一員で、年下のジェイナスをアニキと呼ぶ。口は達者だが臆病な本質のため、ジェイナスの揚げ足を取っては銃床でこづかれている。ARMの適性がないため、苦無を扱う。左目に刀傷があり閉じているが、実は格好よく見せるためのハッタリであり驚くと目が開く。ストーリー序盤のとあるイベントで吹き飛ばされて以降、エンディングまで姿を見せない。エンディングではジェイナス亡き後もダリオと一緒に悪党として活動していた。
ダリオ・ニコロディ (Dario Nicolodi)
【性別：男 / 年齢：36歳 / 身長：199.9cm / 体重：129.9kg / 武器：ギリウスTH12/23 / 好きな女性のタイプ：スクリームクイーン / 基本的な生き方：金とスケベと食欲に忠実】
同じく年下のジェイナスをアニキと呼び従う、強面の大男。しかし気が弱く、幼い少女が好きで、よくズボンのチャックが開いているなど、性質に問題が多い。大型リボルバーのARMを使う。ロメロ同様に、ストーリー序盤のとあるイベントで吹き飛ばされて以降はエンディングまで姿を見せない。エンディングではロメロと一緒に悪党として活動している。
ロメロとダリオともに強そうな描写が存在しないが、コンプリートガイドブックでの金子の弁によると彼らは渡り鳥としては優秀でそれ故にジェイネスも切り捨てていないのだが、ジェイナスに怯えているため力を発揮できないらしい。
ルチオ (Lucio)
かつてのメンバーの一員であり、過去の作戦のミスで重傷を負って他界している。ゲーム中は会話で名前のみが登場。
設定上では、直感と感性に優れた参謀の役割をしており、ジェイナスから最も信頼されたパートナー。時には暴走するジェイナスを抑えるストッパー役で、そしてロメロ・ダリオとジェイナスの仲介役を担っていた。コンプリートガイドブックで描かれた姿だと、ピアスやネックレスを付けヒゲを生やしたダンディな男で、喫煙家とされている。使用武器設定はないが、金子彰史は鉄球を個人的に希望している。
キザイア (Kyzaia)
設定上のみの人物であり、ゲーム中では名前も未登場。
ジェイナスの親代わりにして初めてのパートナーで、彼より9つ年上の義賊的な女性渡り鳥。バイアネットの使い方を教えた師匠でもある。ジェイナスがネックレスにしている指輪は彼女の遺品であり、本作の限定版にはそれを模した指輪のネックレスが同封されている。ティティースイスターの抗争で殺されかけていた当時15歳のジェイナスを助け、気まぐれで彼の保護者代わりを勤めはじめる。このことでジェイナスは彼女に憧れを抱くとともに誰も信じずに生きて来た心を打ち解けさせ、後にジェイナスをパートナーにするようになるがその後、渡り鳥同士の抗争によって死去。この際彼女は「裏切ることは最初に自分を裏切ることになるから、誰も裏切るのでない」という旨の遺言を残したのだが、彼女を失ったジェイナスは敢えてその言葉を裏切る道を進むことになった。また、攻略本ではジェイナスとの出会いから死亡して「裏切ることは最初に自分を裏切ることになるから、誰も裏切るのでない」と話をするところまでが短編マンガになっている。

### シュレディンガー一家
美しい宝石を求めてファルガイアを駆け巡る、3人と1匹の凄腕渡り鳥チーム。
マヤ・シュレディンガー (Maya Schrodinger)
声 - 麻生かほ里
【性別：女 / 年齢：21歳 / 身長：168cm / 体重：52kg / 武器：バンテージレイジMM（拳銃）、AW-RSTN87（ガトリング砲）、バズーカ砲（名称不明） / 好きな人物：自分（でも、自分によく似たタイプは嫌い） / 基本的な生き方：もう、この上なく自分が大好き☆】
シュレディンガー一家のリーダー。驚異的な精神力を持ち、拳銃、ガトリング砲、バズーカなどのあらゆるARMを最大限に使いこなす他、魔族の中でも戦闘階級にあった特別な者にしか使えない竜機搭載型ARM「ファフニールホーン」も気合と共に素手で放つほど。精神力のジェネレーターと形容されていた。さらに極度に思い込みの激しい性格と強い感受性によって強力な自己暗示をかけ、読んだ本の登場人物になりきり、その登場人物の能力を使いこなせるという異能力（服や武器なども思い込みの力で登場人物に沿った物に変化させている）を持ち、守護獣の力を借りずに魔法（アルカナ）を使うことや、「どんな危機でも諦めずに必ず生還する無敵のヒロイン」にもなりきり、爆発炎上する敵の要塞からも生還できる。実は「破天荒な女渡り鳥」という普段の姿と性格も暗示によって作り出したもので、本来は身体の弱い大人しい女性である。自らを飾るにふさわしい宝石を手に入れるという確固たる目的を持って旅をしており、理想にばかりこだわるヴァージニアと対立する。
変身した姿と、なりきるために読む本は以下の通り。
- 魔女っ娘【エレニアックの魔女っ娘】
- ファイティングアーティスト（武道家）【武侠小説『剣花煙雨江南』】
- 文学少女（アルフレッド曰く、この姿が地らしい）【素直になって自分】
- レディガンナー（普段はこの姿）【荒野の災厄娘】
- ジャングルの王者（小説版のみ）
- メイド（小説版のみ）

アルフレッド・シュレディンガー (Alfred Schrodinger)
声 - 宮田幸季
【性別：男 / 年齢：16歳 / 身長：160cm / 体重：48kg / 武器：自家製発破 / 好きなサラダ：キノコ料理全般 / 基本的な生き方：台風大好き。でも台風に翻弄される】
マヤの弟。火や火薬の扱いを得意とし、戦闘では自家製発破を投げつけてくる。明るく素直な性格だがハプニングに弱く、パニックに陥ると火を見つめて心を落ち着かせる。「無駄に強い威力を使わず、対象に必要最低限の火力でピンポイントに爆破する」という発破に美学を持っている。気が弱いために「強さ」に対して憧れを抱いており、姉やジェットを尊敬している。道具類をパンダ型リュックサックに入れ持ち歩いているが、これはパンダが「百獣の王（ファルガイアの土着生物で最強なのはパンダ）」であるためで、強さへの憧れによるもの。
トッド・デュカキス (Tod Dukakis)
声 - 矢尾一樹
【性別：男 / 年齢：29歳 / 身長：175cm / 体重：61kg / 武器：ブラックフェンリル（仕込み刀） / 好きなカミ様：アフロディーテ（アフロだから） / 基本的な生き方：渡世の義理人情を重んじる】
「早撃ち」と呼ばれる高速剣（抜刀術）の使い手で、杖に仕込んだ細剣を武器とする。もともとはマヤの父親に目をかけられ、シュレディンガー家の執事として仕えていた。その恩義から姉弟に絶対の忠義を誓っている。常識人であるものの、面構えとアフロヘアーという外見から誤解を受けやすい。戦闘時に火属性の攻撃を受けるとアフロが燃える。この状態はバッドステータス「毒」と同じであり、ターン終了時にダメージを受け続ける。
シェイディ・サウザンド (Shady Thousand)
声 - 岩田光央
【性別：オス / 年齢：不明 / 身長：74cm / 体重：10kg / 好きな縁側：気のいいババァと日だまり完備 / 基本的な生き方：狭い箱なんかに収まらないスケール感を希望】
外見は猫に似ているが、正体はマルコキアスと言われる魔獣。出し入れ可能な翼で空を飛び、炎と氷のブレスを吐く。かつてシュレディンガー家の人間に召喚され捕えられて様々な実験の被験体にされた挙句、およそ200年間封印されていたが、マヤによって解放され、以後は彼女を「姐さん」と呼んで従っている。なお、彼の元ネタは物理学者シュレディンガーの提唱した思考実験「シュレーディンガーの猫」で、閉所に閉じ込められて実験を思い出した彼が言う「青酸ガス」も同実験の内容からである。

### 預言者
「カミの言葉を預かりし者」を名乗る3人の人物。それぞれが持つ目的のためにファルガイアの「改造」を企てる。元はファルガイアを救う研究をしていた七人委員会のメンバーで、ファルガイア再生のためヒアデスのロストテクノロジーから開発したユグドラシス・システムが暴走した際に3人だけが瀕死の状態で生き残り、ロストテクノロジーを用いて肉体を再生・改造し延命処置を施して現在の姿となった。このこともあってヒアデスの英知およびそれを作り出した魔族を「カミ」として崇拝しており、魔族の復活を試みていた。後にヴァージニアたちに敗北し瀕死の重傷を負うが、復活したジークフリードにより魔族の肉体を与えられたことで延命。以後は彼の手駒となって活動するが再度ヴァージニアたちに敗れ、今度こそ消え去った。
リヒャルト・アルカエスト (Richard Alcahest)
声 - 立木文彦
【性別：男 / 年齢：不明（40代?） / 身長：172cm / 体重：70kg / 好きなニュースソース：イエローペーパー / 基本的な生き方：真理の追究と、知慧によるファルガイアの進化】
預言者の中心人物。歴史の中で失なわれた技術に精通しており、古代の装置を起動させる特殊言語を操る術式者（プログラマー）。かつてのファルガイアに存在した魔族をカミと信奉し、カミから得た技術でファルガイアを新たな世界へ作り変えようとする。肉体の修復時に、再生は必要最低限でパワーアップを優先したため損傷が残っており、肌は干からび白く変色し、声帯も損傷したままのため「シュシュシュ…」と不気味な笑い声を出す。
ヴァージニアたちに敗れた後、魔族アンドロの血肉を得て復活。デウス・エクス・マキナにてマリクとミレディのクローンを引き連れて再び立ちはだかるも敗北。逆鱗に触れたジェットによって完全消滅させられた。
実はヴァージニアの母のエカテリーナに想いを寄せていたため、ウェルナーにコンプレックスを感じている。
マリク・ベンディック (Malik Bendick)
声 - 飛田展男
【性別：男 / 年齢：不明（20代?） / 身長：174cm / 体重：67kg / 好きな睡眠薬：純文学 / 基本的な生き方：真理の追究と、それにより得た知慧による生命の構成、または再構築】
預言者の一人で、遺伝子操作を得意とする生化学者。嫌味な笑みを浮かべる、口先の軽い男。実は極度のマザーコンプレックスで、死別した母親を蘇らせるべくクローンをはじめとした様々な実験を行っている。同様に母に対して自分の姿を見せるため、肉体修復は昔とほぼ同様の姿を再現している。
ヴァージニアたちに敗れた後、魔族ヒエラコの血肉を得て復活。他の二人と比べて大きく外見が変化し、鳥人間のような姿になっている。また、母をクローン再生することに成功したものの、その原形を留めていない姿を見た母に怪物扱いされ拒絶されたことによって精神に異常をきたしてしまう。最後には一行に敗れ、うわ言を呟きながら絶命した。
ミレディ・ヴァレンティ (Milady Valenty)
声 - 今井由香
【性別：女 / 年齢：不明（20代?） / 身長：165cm / 体重：51kg / 好きなキャラクターグッズ：可愛いんだか、可愛くないんだかワカラナイくたびれた動物系 / 基本的な生き方：真理の追究と、それにより得た知慧による、すべてのモノ（彼女にとって）の美しい方向への再構築】
預言者の一人で、機械工学者。美しさへの強い執着を持つ美女。朽ち荒れ果てたファルガイアを醜いものと捉えていて、自らの手で美しい世界へ作り変えようと企む。
以前は地味で野暮ったく目立たない外見であり、本人もそれがコンプレックスとなっていたが、延命措置の際に自身の外見を変えた。その後も「美」に対して執着しており、外見だけの美を否定するクライヴに対して激昂する場面も。その因縁からクライヴに対して憎しみに似た執着を抱いており、戦闘では彼を集中攻撃して来る。
ヴァージニアたちに敗れた後、魔族クリオの血肉を得て復活。精神崩壊したマリクと共に一行に敗れた後、クライヴに向けて己の美しさを叫びながらデウス・エクス・マキナ起動の炎に焼かれ消滅した。
アースガルズ (Asgarhr)
【性別：不明 / 年齢：不明 / 身長：250cm / 体重：470kg / 好きなフォトデータ：衝撃のスクープ系 / 基本的な生き方：ゴーレム三原則に準じる】
預言者が自らを護らせるために、カミから得た叡智によって創造したゴーレム。コードネームは「神々の砦」で防御と護衛を重視した機能とプログラムを持つ。学習能力があり戦闘データの蓄積によって強化されていく。またその学習能力によって人間のような感情が芽生えることもあり、最初は何も喋らなかったが、預言者たちが敗れ、終盤のシナリオでは自分の言葉で喋るようになる。構成された人格は元のプログラムのため預言者への絶対の忠義を貫くとともに、高潔で武人然としたもの。「神々の砦」の名にふさわしい強力なバリア機構を持ち、その対消滅バリアを展開してのパンチは凄まじい威力を誇る。自らの意思でヴァージニアたちと最後まで戦い抜き敗北、機能停止した。

### 魔族
遥か過去にファルガイアを侵略した種族。その正体は惑星テラに住んでいた強い闘争心を持つ人間たちで、欲求を満たすべくより戦闘に適した機械と金属の血肉へと肉体を改造し、母星を戦乱で滅ぼした後にファルガイアを新たな母星へと改造しようとしていた。ファルガイアの古代種族エルゥとガーディアンの抵抗により姿を消す。現在のファルガイアの各地に魔族の遺した遺跡がある。人類の祖は平和を望み、機械化されていなかった最下級の魔族たちである。
ジークフリード (Siegfried)
【性別：男 / 年齢：不明 / 身長：205cm / 体重：120kg / 武器：グラムザンバー・ネメシス / 好きなニンゲン：力を求め、「人間」を棄てたニンゲン / 基本的な生き方：闘争が生み出す序列を愉しむ】
闘争を好む魔族の英雄。預言者たちの降魔儀式（ダウンロード）によって復活した。中盤のボスとして登場。一人称は「我」もしくは「私」。
復活当初は不完全な状態だったが、ジェイナスとの戦いを得て本来の姿へと戻った。ジェイナスとの戦いでは圧されていたように見えたが、グラムザンバー・ネメシスを利用した奇襲によって背後から貫き勝利する。その後、預言者たちを従え動き出す。
「ウィザードリィ・ステルス」というステルス能力を持った浮遊要塞「デウス・エクス・マキナ」を本拠地とし、預言者たちを従えファルガイアを改造することで「魔なる世界」の創造をもくろむ。「強者は弱者を駆逐し支配する」という考え方を持っており、これこそが宇宙の大前提と語り、自身が「戦いを欲し勝利する」ことは「人類の存続に繋がる」と語っている。逆にヴァージニアの語る「正義」は「振るう者の都合で如何様にも変わる」ことから「脆い刃」と表現している。
デウス・エクス・マキナにてヴァージニアたちに敗れ一度撤退。そこで竜機ファフニールと融合しパワーアップを計るも「ファフニートホーン」を手にしたマヤに倒された。
ドラグナージーク
マヤにしてやられたジークフリードだが、崩壊するデウス・エクス・マキナより間一髪のところで竜機ファフニールと融合を果たす。先端部からはグラムザンバー・ネメシスが角のように伸びており接近戦ではこれを用いる。ロンバルディアによって脱出するヴァージニアたちに最後の勝負を挑み空中戦を展開。大空の死闘の末、ヴァージニアたちの「正義」に破れ爆発四散した。死の寸前には哄笑をあげながら「いつかその正義がお前を……」と不吉な台詞を残した。
ベアトリーチェ (Beatrice)
声 - 白鳥由里
【性別：女 / 年齢：不明 / 身長：不明 / 体重：不明/ 好きな人物：寂しがり屋 / 基本的な生き方：夢をあきらめない】
電子信号で構成された実体を持たない「夢魔」と呼ばれる魔族。紫がかった黒の長髪を持つ幼女の姿をしている。劇中では戦闘中のみ変身するが、これは戦闘用の形態とのこと。
本作における最終的な黒幕であり、カスケード興産、預言者、ジークフリードといった敵組織がヴァージニアたちに倒された時に初めて表舞台へ姿を現した。それまでは影で暗躍していたため終盤まで目立った登場はない。
幼い見た目に反して言動は大人びており、冷徹で妖しい雰囲気を垣間見せている。かなりの策略家であり、預言者たちなど各勢力を利用しており、自分は決して存在を悟られないように暗躍していた。
実体を持たないが立体映像としてファルガイアに出現することはでき、各地の街で彼女の姿を見かけることができるが、近付こうとすると消えてしまう。
「電界25次元」という「夢を操作する能力」を持ち、対象を永久の眠りにつかせたり、電脳空間に引きずり込むことが可能。また「電界25次元」は、ベアトリーチェが支配する空間であるため全能と言えるほどの力を行使できる。設定上、この力は惑星規模まで拡大が可能。しかし逆に、現実世界ではほとんど何もできないため人を夢から操ることで新世界を創造しようとしていた。目的は、自分が存在できるファルガイアを創ること。
「運命の箱舟教団」の教祖ラミアムの夢に現れ、啓示を行なうことから聖女と崇められているが、実際はファルガイアを作り変えるために利用しているに過ぎなかった。10年前のユグドラシルでの事故も、それを行なおうとして失敗して起こったもの。結果、世界は一度終焉を迎え、人々の想い出が失われてしまった。
ゲーム終盤では本拠「ナイトメアキャッスル」で一行を迎え撃ったが敗北、ファルガイアに逃亡し、人々の「想い出」を奪い去る。そしてディスティニーアークまで追いかけて来たヴァージニアを不意打ちで殺そうとしたが、真実を知ったラミアムが庇いに入ったことで失敗。ラミアムを殺してしまう。
一度はヴァージニアたちを闇の中に閉じ込めるが、ラミアムが遺した希望という名の光によって阻止される。敗れた直後にファルガイアの負の存在ディザスターであるネガ・ファルガイアと同化し、最後の一戦を繰り広げる。それでもヴァージニアたちの正義を砕くことはできず、今度こそ消え去った。
小説版ではラストバトルの後に、ヴァージニアと和解するシーンが描写されている。彼女もまた「母」という存在を羨望し、手段こそ選ばなかったが純粋にファルガイアを思っていたことが明かされた。
ネガ・ファルガイア
本作のラストボス。ベアトリーチェによって生み出された「もう一つのファルガイア」であり、成長する生命体でもある。戦闘のたびに進化・成長して形態を大きく変化させていく。最大で九形態である上に、ベアトリーチェと戦うのを入れると10連戦（ナイトメアキャッスルの初戦を入れると11連戦）となる。

### その他
ウェルナー・マックスウェル (Werner Maxwell)
声 - 政宗一成
【性別：男 / 年齢：48歳（失踪時） / 身長：179cm / 体重：72kg / 好きな珈琲：砂糖は入れずにミルクは多分に / 基本的な生き方：物事は伝えるのではなく、理解（わか）ってもらう】
ヴァージニアの父。渡り鳥でありファルガイアの環境科学者でもある。二挺拳銃の使い手で、ヴァージニアに拳銃の扱い方を教えたうえ、人格形成においても多大な影響を与えた。ヴァージニアが幼い頃失踪した。
元は七人委員会のメンバーで、ユグドラシルの暴走事故の際に死亡したとされていたが、ヴァージニア一行や預言者たちの前に姿を現す。終盤で判明するが、現在の彼はヒアデスに保存してあった擬似人格と、球体の端末により作られた実像のある幻像によって、生前の姿を再現したもので、オリジナルのウェルナーの意思を継いで暴走事故の黒幕（ベアトリーチェ）の動向を追っていた。
シェーン・キャラダイン (Shane Caradine)
【性別：男 / 年齢：17歳 / 身長：170cm / 体重：55kg / 好きなサラダ：浅漬け / 基本的な生き方：憧憬と、憧憬に終わらせないためにひたむきな研鑽】
ギャロウズの弟。一見女性にも見せる中性的な容姿で、賢く可愛くおとなしく、兄とは全く似ていない。しかし兄弟仲は良い。“柱”としての役目から、里を出ることができず、自由に生きる兄に憧れと羨望を抱いている。
終盤から「夢の中の君」と呼ぶ少女に啓示を受けて行動を始めるが、それはベアトリーチェの計略のひとつであった。
マルチナ・ファンバステン (Martina Van Basten)
【出身地：クレイボーン / 性別：女 / 年齢：11歳 / 身長：135cm / 体重：28kg / 好きなどうぶつ：ちっちゃいお猿さん / 基本的な生き方：かけっこ人生。考えるのはゴールに着いてから】
荒野を渡る少女。父親が借金をし、借金を肩代わりした伯母によって経営していた宿屋を奪われ、父親は蒸発、母親は出稼ぎに。マルチナも伯母にこき使われ一家離散の状態になっていたが、ある日決心して母親を探して旅に出ることに。ファルガイアの各地に出没する彼女を応援することで無事に母親と再会できる。エンディングにも登場し、ロメオたちに追いかけ回されていた際にヴァージニアたちに助けられる。
花園の少女 (Girl in Garden)
【性別：女 / 年齢：不明 / 身長：152cm / 体重：34kg / 好きな甘味：メイプルシロップひたひたのパンケーキ / 基本的な生き方：何かが変わることを信じて、待ち続ける】
荒廃したファルガイアのどこかで、1人ひっそりと花を育てている。名前も正体も一切不明。

#### その他の人々
アーメンガード
自作の記念日を聞かせてくれる少女。PS2の内蔵時計に連動して、1日につき1種類、計366種類もの記念日を披露してくれる。ただしストーリーには本シナリオでは一切関わらない。後のシリーズ（『ワイルドアームズ アルターコード:エフ』、『ワイルドアームズ ザ フォースデトネイター』）に同じ姿・名前で登場するが同一人物ではなく、あくまで「そっくりさん」である。
ロンバルディア
異世界から来訪し絶滅したはずの、水銀の血と機械の体を持つ半機械半生物の超獣「ドラゴン」。人類が決して届かない次元違いな戦闘力を持つにとどまらず、人語までも解し高度な知能を持つ。ヴァージニアの意見に共感し、彼女らに協力する。
設定上、2ndのロンバルディアと同一存在でもあり、ドラゴンという種が並の守護獣（四大守護獣など）級の力を持ち、ロンバルディアはドラゴン種でも飛び抜けて強大な存在であり、2nd劇中から分かるとおり軽々と宇宙そのものを消滅させてしまう貴種守護獣級のオーバーナイトブレイザーさえも歯牙にもかけないほどである。
飛行形態（キャリバーモード）に飛翔することが可能（最高速度は計測不能だが上記設定で貴種守護獣のゼファーが宇宙の果てから果てまで一瞬にして飛翔するとのことからそれほどの速度を持つことは確か。また変形せずとも空は飛べる。
時間軸に囚われず存在し、平行世界への移動も可能。
｢脳内加速物質分泌｣（機動性･反応能力の上昇）、｢外郭表皮組織硬化｣（装甲強化）、｢代謝機能加速・自己再生開｣そして｢戦闘レベル危険地域限定解除｣（自身の能力の限界突破）の能力を持つ。
攻撃方法は生体ミサイル「ミサイルマイト」、咆哮により最大で宇宙さえも軽々と消してしまう「ドラゴニックガンブラスター（咆哮絶技）」など、すべての能力においてファルガイアの兵器、生物を遥かに超えた超越存在と言える。
コニー
サバイバルリーグ実況担当の女性アナウンサー。
ゴブおじさん
ハンフリースピークの橋の下にいるゴブリン。とても人間臭く、若い頃の夢は世界を旅することだったがゴブリン故に迫害を受け、歩いていると石を投げられたりするためその夢は叶わなかった。だが未だに世界に対して憧れを抱いておりヴァージニアたちに世界地図を完成させて見せてほしいとたのむ。地図を見てその地に思いをめぐらせている。

## システム

### バトルシステム
戦闘では「クロスファイアシークエンス」というシステムを採用している。基本的な要素は他のRPGでも主流である「コマンド戦闘」と大差がないものの、戦闘中のキャラクターが棒立ちではなくフィールド内を自由に動き回ることで、実際に戦っているような臨場感を表現している。ただしキャラクターの移動を操作することはできず、また位置関係によって有利不利が生じることは無い。
ガーディアンの力を宿すミーディアムを、今作では1人3枚まで装備（インストール）でき、最終的には12枚全部を装備できる。クレストソーサーに替わる魔法「アルカナ」は、このミーディアム1枚で4つ入手する。パーソナルスキルもキャラクターではなく、このミーディアムに備わる・付加していくものである。移動中は勿論、戦闘中でもこのミーディアム・パーソナルスキルをターンごとに装備し直すことができる。さらにターンごとに素早さに関係なく行動順番を設定できるようになったので、戦術の組み立てがよりやり易くなった。
戦闘で一度「アナライズ」をかけたモンスターは、同じ種類なら別の固体、別のバトルでも常に情報が閲覧できるようになった。
前作『ワイルドアームズ セカンドイグニッション』同様MPの概念はなく、フォースポイント（FP)で全ての戦闘技能を賄う。FPは蓄積値に応じて与えるダメージが上昇したり、ガードによるダメージ軽減率が上昇したりなどの効果もある。ガーディアンを実体化させ攻撃する「マテリアル」は、今作ではFPを全消費し発動する。FPが1でも溜まっていれば使用できるものの、FP量に応じて威力が変動することに加え、各キャラクターが持つMTCの値分しか使用できない。MTCは、マテリアルによって敵を倒していくことなどによって最大値を増加させることができ、宿泊を行うことで回復ができる。
モンスターを属性アルカナ、マテリアルで倒すと、それに対応する「ジェム」を入手する。これは戦闘中に使うと魔力ダメージを与える他、売却しての資金源となるアイテムである。
戦闘終了後に宝箱が出現することがある。開けばアイテムを入手できるが、そのためには罠を解除しなくてはならない。解除には運の状態とパーソナルスキルが影響し、解除に失敗すると入手できない・爆弾でダメージを受けるなどのペナルティを受ける。

### その他のシステム
エンカウントは従来通りランダムエンカウント方式であるが、前作『ワイルドアームズ セカンドイグニッション』のエンカウントキャンセルシステムが継承されている。前作では強さによってキャンセル可能か強制突入かだったが、今回からはキャンセルに数値が導入され、パーティーレベルよりも強い敵でも相応の数値を消費することでキャンセル可能になった。しかしそれが必要量に足りなければ強制突入することになる。また一旦戦闘に入ると、中盤で入手するとある魔法を使わないと逃げることができなくなった。
武器・防具の概念は存在せず、手持ちの武器「ARM」を改造することで強化を行う。
人物との会話中、気になる単語を指摘して深く掘り下げて聞くことができる「ASKシステム」を搭載している。また、漢字にルビが振られるようになり、例えば「守護獣」と書いて「ガーディアン」と読ませるような演出がされるようになった。

### 乗り物
馬
イベントを終えることでフィールド上にて馬での移動が可能になる。徒歩よりもスピーディに移動することができ、ある一定の谷間を飛び越えることも可能でストーリーを進めるにあたり必須になるポイントもある。馬に乗っている時も通常通りエンカウントするが（移動速度が速いために距離あたりのエンカウント率は低い）、敵味方共に疾走しながらのバトル風景となる。防御力と反応が高くなるが、銃の弾倉が空になった際のアタックができなくなる。さらに戦闘終了後に、宝箱のプロセスを踏まずにアイテムを入手できる。馬は消費アイテムの「コールホイッスル」でフィールド上のどこでも呼び出すことができる。
それぞれの馬には名前が存在し、ヴァージニアの馬は「クイックシルバー」、ジェットの馬はそのまま「馬」、クライヴの馬は「マクシミリアン」、ギャロウズの馬は「ららみぃ」となっている。
高速砂上艇
イベントを終えることで手に入り、砂海を航行できるようになる乗り物。高速砂上艇はジョリーロジャーでドラゴンフォシルを払ってパーツを購入し、パーツを交換することにより船体の戦闘能力や耐久度などが上昇していく。砂海でエンカウントする魔獣はフィールド上のものとは桁外れに強いために、いかに高速砂上艇を操ってバトルを制していくかがキーポイントなる。「船首」「操舵」「甲板」「砲撃」の四つのポジションにそれぞれのキャラクターを担当させ、高速砂上艇でのバトルでのみ利用できるコマンドを使ってバトルを展開していく。また高速砂上艇のバトルターンカウントは特殊で、全てのキャラクターと敵が1回行動した時点で1ターンが終了したということになる。このシステムは次々作の『ワイルドアームズ ザ フォースデトネイター』の戦闘システムに近い。
ロンバルディア
イベントを終えることで手に入り、空を飛行できるようになる乗り物。通常状態では飛行中にエンカウントはしないが、特殊なイベントでバトルが発生することがある。高速砂上艇でのバトル同様にアルカナや個々のショットはできないが、ロンバルディアの特有コマンドを操ってバトルを展開していく。高速砂上艇と異なりロンバルディアにはレベルが存在し、キャラクターと同様にこれを上げていくことで能力が上昇していく。

## 世界

### 町・村
バスカーコロニー
バスカーの民が暮らしている静かな村。他のワイルドアームズシリーズ同様、簡素で自給自足を絵に描いたようなたたずまい。世界を支える力「守護獣」の信仰がもっとも厚い地であり、人々は守護獣を崇め奉っている。ギャロウズの生まれ故郷。
ジョリーロジャー
町としての機能よりも砂海を渡る砂上艇のドックと関連施設が特に目立つ町。渡り鳥や交易商人たちが訪れて栄える港町といった風情。しかし現在は廃れる一方であり、その主な原因は砂海に出現する強力な魔獣である。
また、ここでは砂上艇を中盤頃に手に入れることができるが、この砂上艇を改造できるのはここにいるエミリアのみ、つまりジョリーロジャーでのみということになる。
クレイボーン
森に囲まれた静かな場所。ファルガイアで唯一の厩舎が存在し馬の飼育がされている。ジェットのプロローグイベントで「いつか朽ちゆくモノ」最深部にてジェットが出会ったパイクが出稼ぎに出ている村であり、彼と出会うこともできる。
秘密の花園
クレイボーンすぐそばに隠れてたたずむ一軒の家と小さな花園だけの場所。ここにいる花園の少女にベリー系などのアイテムを渡すことでガーデニングが可能になる。
ティティーツイスター
タンブル・ウィードが転がる寂れるだけ寂れた町。渡り鳥をはじめ無法者が多数滞在し、一攫千金を狙う傍ら人には言えないことをも企んでいる。ここには隠されたブラックマーケットが存在する。
リトルロック
サンドキャナルを越えたところにある鉱山町。ジェムストーンを採掘することで人々は生計を立てていたが、その量が減少するにつれて生活は困難を極め、現在は町全体が貧窮に喘いでいる。クレイボーンに出稼ぎに出ているパイクはここの生まれである。
ハンフリースピーク
入口にある大きな枯れた川跡が特徴的な町。クライヴの故郷であり、彼の妻キャスリンと娘ケイトリンが住んでいる。ストーリー中ではクライヴの故郷ということもあり彼の研究材料を再調査する目的などで訪れることになる。ゴブおじさんというゴブそっくりだが言葉を話すキャラクターがこの町に隠れており、フィールドマップを全て踏破した（未踏のドットをなくした）状態で彼に合うとEXファイルキーを入手できる。
ガンナーズヘヴン
町とは異なり、闘技場の様相を呈する施設。闘技場にエントリーすることで指定された相手と数ターン構成のバトルをし、その結果によりアイテムが入手できる。
ディスティニーアーク
通称「運命の箱舟教団」を名乗る教団の神殿。その内部はまるで宇宙船であり、実際この建物は教団が遺跡を発掘した中に存在した過去の人間が使ったと思われる宇宙船を改装して利用している。
ブーツヒル
崖沿いに広がる畑がある小さな町。簡素だが住人も含めて穏やかなたたずまいであり、ヴァージニアの生まれ故郷。町外れにはヴァージニアの母の墓が置かれている。
グリーンロッジ
破戒樹ユグドラシルのふもとに存在する小さな小屋。ストーリー中で訪れることになり、主人公ヴァージニアに関連する人物と関わりを持つ。
ラクシスランド
常に夜の闇に包まれており、壁で丸く囲まれた内部にいくつかの家屋ある町。ここの住人のロズウェルはサブイベント、「外宇宙からの侵略者」に深く関わる人物。
バラックライズ
その名の通り、バラックの大きな建物がひとつあるだけの町。クライヴがプロローグイベントにて依頼を受けた町。

## 用語
シリーズに共通する用語はワイルドアームズシリーズの項目にて。
ARM
「Artifacts from Ruins Memories（遺跡の想い出よりもたらされし技術）」の略称。武器だけでなく、列車などもARMであることがあるが、一般にARMと言えば武器（特に銃器）のことを指す。
ARMは、主に遺跡などから発掘される半機械半生物の超獣「ドラゴン」の化石、「ドラゴンフォシル」から作られる。材料が半生物であるがゆえに、使用者は精神を同調（シンクロ）させることができ、シンクロすればするほど、そのARMの性能を発揮することが可能であるが、逆に言えば、シンクロできなければ、引き金を引いたところで弾丸すら放てない。このように、単なる銃器ではなく、精神力で弾を飛ばす精神感応武器の面がある。複雑で強力なARMほど同調は難しい。ほとんどの人間がARMとの同調が可能だが、稀にまったく同調する能力を持たない人間もいる。
遺産
太古に使用されていたと思われる超技術によりもたらされた機械や道具などの総称。3rdにおけるメモリーフィギュアなどの機械はそのほとんどがこの遺産を発掘、研究・修理されて利用されている。またARMも遺産のひとつであるドラゴンの化石を加工して作られたものであるだけで実質的にはARMも遺産として考えられる。これら遺産は今に残る遺跡から発掘されるが、一から作り出すことは不可能とされる。
ジェム
ファルガイアに巡るレイライン及びレイポイントのエネルギーが地表に滲み出し、結晶化したもの。鉱石のように採掘され、生命力に満ち溢れているこのジェムは触れると溶けてしまうという性質を持つ。レイラインがファルガイア自体の血と捉えるならば、ジェムが大量に採掘される場所はかつて何らかの理由でファルガイアが傷つけられた場所と見ていい。
始まりのヒト
伝承の中で「天駆ける船に乗りファルガイアに降り立った最初の人間」とされる存在。他の天体からやってきた彼ら始まりのヒトは既にファルガイアに住んでいた守護獣やエルゥと共に魔族を迎え撃ち、今に残る遺産を最初に作り出したとされている。ただしこれらを確証する資料は何一つ見つかっておらず、伝承自体も含めて一切の真偽は不明。
運命の箱舟教団
10年前、現在の教主であるラミアムが設立した宗教団体。劣悪な環境にあるファルガイアを導き、人々の毎日の生活を向上させるということに重きを置いている。通常の宗教団体と異なり信仰対象となる媒体や神はおらず、ファルガイアに住まう人々こそが信仰の対象として掲げている。各地に残る遺跡から遺産を発掘・修理を行ったものを人々に与え機械や遺産の恩恵を広める一方、「始まりのヒト」が乗ってきたと思われる箱舟を発掘修理して神殿とし、最終目的であるファルガイアから別の星へと飛翔する計画を遂行している。
アークセプター
全4本存在する杖。バスカーなど守護獣に関わりの深い場所で安置されており、その発祥は遥か昔のエルゥの時代にまで遡る。「意志を受ける錫杖」という別名を持つアークセプターは、その所有者に意識体である守護獣との交信・具現化し守護獣そのものを纏い守護獣の力を得るを可能である。所有者となるものはこの恩恵を受けると同時に「目に見えず、触れることもできない存在と戦う」という守護獣殺しの資格を持つことになる。
砂海（デューン）
砂海自体は他のワイルドアームズシリーズにも存在するが、本作では特にこの砂海が象徴的に登場するので特筆する。
砂海はファルガイアのほぼ全土を覆う広大な砂の海。本作の世界にはフィールド上に海や河川といったものは存在せず、その代わりにこの砂海が覆いつくしている。砂上艇と呼ばれる専用の船がなければ航行することは不可能であり、それもまたドラゴンの化石など遺産を利用して作られているだけではなく砂海自体にも魔獣が存在するためにファルガイアの人々で砂海に繰り出すのは一部の交易関係者を除いた渡り鳥たちくらいとなっている。砂海は徐々に大陸を飲んでいくとされており、実際砂海によるファルガイアの侵食は始まっている。

## 主題歌
オープニング、中断テーマは話を進めるに従って変化する。Prologueでは口笛バージョン。Chapter1、2はボーカルバージョン1。Chapter3、4は曲調の変わったボーカルバージョン2、さらに1/16の確率で英語バージョン（歌詞はバージョン1を英訳したもの）に。

### オープニングテーマ
「Advanced Wind」
作詞・作曲 - なるけみちこ / 編曲 - 大谷幸 / 英語詞 - 石塚里奈 / 歌 - 麻生かほ里

### 中断テーマ
「夜空しか知らない〜Only The Ninght Sky Knows〜」
作詞・作曲・編曲 - なるけみちこ / 英語詞 - 石塚里奈 / 歌 - 麻生かほ里

### エンディングテーマ
「Wings」
作詞・作曲 - なるけみちこ / 編曲 - 大谷幸 / 歌 - 麻生かほ里

## 関連商品

### 和書
- 攻略本：ワイルドアームズアドヴァンスドサード コンプリートガイド
- 攻略本：ワイルドアームズアドヴァンスドサード 攻略ガイドブック
- 漫画：ワイルドアームズアドヴァンスドサード 4コマKINGS
- 漫画：ワイルドアームズアドヴァンスド3rd 4コママンガ劇場（全2巻）
- 漫画：ワイルドアームズアドヴァンスドサード アンソロジーコミック（全2巻）
- 小説：ワイルドアームズアドヴァンスドサード 著：細江ひろみ（全3巻）
- その他：ワイルドアームズ アドヴァンスドサード 設定×ファンブック

### ドラマCD
『ワイルドアームズ アドヴァンスド3rd オリジナルドラマ』
2002年9月28日発売のドラマCD。四章構成だった原作ゲームの物語上では、第二章にあたる時期の出来事を描いた内容となっている。

### サウンドトラック

#### ワイルドアームズ アドヴァンスドサード オリジナル・サウンドトラック
CD4枚組、全91曲。総演奏が4時間を超えるボリュームとなっている。
| #   | タイトル                               | 作詞 | 作曲・編曲 |
| --- | -------------------------------------- | ---- | ---------- |
| 1.  | 「アドヴァンスドサード」               |      |            |
| 2.  | 「Advanced Wind (Whistle Ver.)」       |      |            |
| 3.  | 「Overture」                           |      |            |
| 4.  | 「フロムビヨンド」                     |      |            |
| 5.  | 「ガンメタルアクション」               |      |            |
| 6.  | 「Condition Green!」                   |      |            |
| 7.  | 「昔語りの夜」                         |      |            |
| 8.  | 「死線」                               |      |            |
| 9.  | 「別れ・絆・旅立ち」                   |      |            |
| 10. | 「遺された想い出の跡」                 |      |            |
| 11. | 「血も涙も、荒野（ここ）で乾いてゆけ」 |      |            |
| 12. | 「伸ばした手で掴み取るモノ」           |      |            |
| 13. | 「夜空しか知らない (Whistle Ver.)」    |      |            |
| 14. | 「夕暮れから夜明けまで」               |      |            |
| 15. | 「遠い日の安息」                       |      |            |
| 16. | 「駆けてゆこう、ここより向こうに」     |      |            |
| 17. | 「不安から焦燥へ」                     |      |            |
| 18. | 「癒される傷痕」                       |      |            |
| 19. | 「銃装騎兵」                           |      |            |
| 20. | 「嵐の中、はばたいて」                 |      |            |
| 21. | 「Wild Bunch」                         |      |            |
| 22. | 「わたしたちの想い出がはじまる」       |      |            |

| #   | タイトル                           | 作詞 | 作曲・編曲 |
| --- | ---------------------------------- | ---- | ---------- |
| 1.  | 「Advanced Wind」                  |      |            |
| 2.  | 「渡り鳥無頼」                     |      |            |
| 3.  | 「日常という名の風景」             |      |            |
| 4.  | 「今日が終わり、そして…」          |      |            |
| 5.  | 「この胸と、世界に響く鼓動」       |      |            |
| 6.  | 「吹きつける死の旋風」             |      |            |
| 7.  | 「冷たく眠る」                     |      |            |
| 8.  | 「監視者の目」                     |      |            |
| 9.  | 「人のぬくもり」                   |      |            |
| 10. | 「闇に迷って、闇に失う」           |      |            |
| 11. | 「染み入る恐怖」                   |      |            |
| 12. | 「舞台はミスキャストでいっぱい」   |      |            |
| 13. | 「あれがウワサの…ッ!?」            |      |            |
| 14. | 「その名も、シュレディンガー一家」 |      |            |
| 15. | 「寂しさに負けそうな君」           |      |            |
| 16. | 「砂塵、逆巻いて」                 |      |            |
| 17. | 「BAD GUYS & BAD LAND」            |      |            |
| 18. | 「刹那（いま）を越えて」           |      |            |
| 19. | 「うつむけば絶望、見上げれば希望」 |      |            |
| 20. | 「心臓に流れる折れた針」           |      |            |
| 21. | 「Ready! Lady Gunner!!」           |      |            |
| 22. | 「クロスファイアシークエンス」     |      |            |
| 23. | 「夜空しか知らない」               |      |            |

| #   | タイトル                                     | 作詞 | 作曲・編曲 |
| --- | -------------------------------------------- | ---- | ---------- |
| 1.  | 「Advanced Wind (2nd Ver.)」                 |      |            |
| 2.  | 「カミの言葉を預かりし者」                   |      |            |
| 3.  | 「FATE BREAKER」                             |      |            |
| 4.  | 「罪に黒く、血に赤く」                       |      |            |
| 5.  | 「PUZZLE MANIAC 2002」                       |      |            |
| 6.  | 「過去と未来の狭間でできること」             |      |            |
| 7.  | 「星の海へと馳せた夢」                       |      |            |
| 8.  | 「破戒樹の落とす影」                         |      |            |
| 9.  | 「往きて、また還る」                         |      |            |
| 10. | 「引けない銃爪」                             |      |            |
| 11. | 「ブルーディスティニー」                     |      |            |
| 12. | 「翼より、もっと高く」                       |      |            |
| 13. | 「蒼穹に閃く刃」                             |      |            |
| 14. | 「この重さは命の重さ、この意味は生きる意味」 |      |            |
| 15. | 「掌からこぼれおちて」                       |      |            |
| 16. | 「the Lance of PALERIDER」                   |      |            |
| 17. | 「夕映えを背に歩き出そう」                   |      |            |
| 18. | 「闇に誘う闇の入り口」                       |      |            |
| 19. | 「まだ、引き返せる闇」                       |      |            |
| 20. | 「広がる闇、更なる闇」                       |      |            |
| 21. | 「…そこは、光届かぬ深淵」                    |      |            |
| 22. | 「Have you told your beloved "SAYONARA"?」   |      |            |
| 23. | 「夜空しか知らない (2nd Ver.)」              |      |            |

| #   | タイトル                                           | 作詞 | 作曲・編曲 |
| --- | -------------------------------------------------- | ---- | ---------- |
| 1.  | 「Advanced Wind (English Ver.)」                   |      |            |
| 2.  | 「星と命の間の宴」                                 |      |            |
| 3.  | 「Omen」                                           |      |            |
| 4.  | 「翼絡め取る錆びた鎖」                             |      |            |
| 5.  | 「君に立ちはだかる壁」                             |      |            |
| 6.  | 「君の壁を越えられるのは、君だけ」                 |      |            |
| 7.  | 「そして、鎖断つ力に気づく時」                     |      |            |
| 8.  | 「わたしに生きて、いつまでも」                     |      |            |
| 9.  | 「夜空しか知らない (English Ver.)」                |      |            |
| 10. | 「サッカバスプリンセス」                           |      |            |
| 11. | 「夢で逢えたら」                                   |      |            |
| 12. | 「覚めない悪夢などは無く、この現実は終わらせない」 |      |            |
| 13. | 「Living, Loving, and Fighting」                   |      |            |
| 14. | 「終焉（おわり）の原初（はじまり）」               |      |            |
| 15. | 「泥濘に生まれる息吹」                             |      |            |
| 16. | 「獰悪なる爪も牙も」                               |      |            |
| 17. | 「死よりなお昏き翼をひろげて」                     |      |            |
| 18. | 「あまねく、滅（ひかり）あれ」                     |      |            |
| 19. | 「原初（はじまり）の終焉（おわり）」               |      |            |
| 20. | 「すべての想い出にいちばんの笑顔を」               |      |            |
| 21. | 「悪党たちの挽歌」                                 |      |            |
| 22. | 「Wings」                                          |      |            |
| 23. | 「荒野の果てへ (WA3 Ver.)」                        |      |            |